# 香川漆器

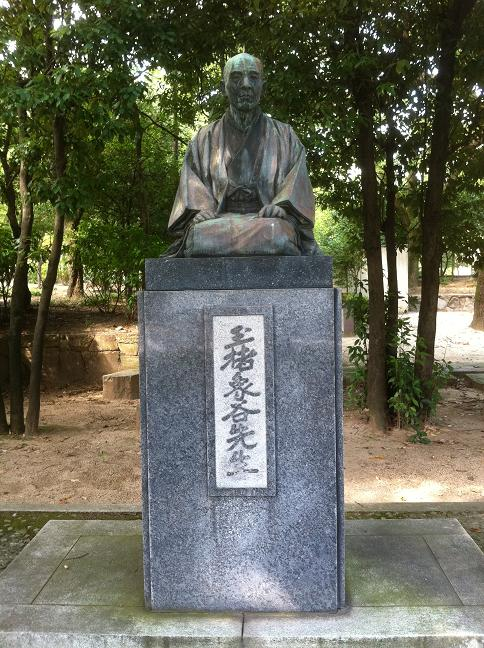
玉楮象谷像（高松中央公園）

香川漆器（かがわしっき）とは、香川県で生産される漆器である。讃岐漆器あるいは高松漆器とも呼ばれることがある。

## 概要
江戸時代前半の寛永15年（1638年）に水戸徳川家から高松藩に入封した松平頼重が漆器や彫刻に造詣が深く、これを振興したことに始まる。江戸時代末期、玉楮象谷（たまかじぞうこく）は大陸伝来の彫漆（ちょうしつ）、蒟醤（きんま）、存清（ぞんせい）などの研究から独自の技法を創案し、やがて香川漆芸の礎を築きあげた。現在では彫漆、蒟醤、存清、後藤塗、象谷塗の5つの技法が国の伝統的工芸品に指定されている。代表的な作家に人間国宝の磯井如真（蒟醤）、音丸耕堂（彫漆）、磯井正美（蒟醤）、太田儔（蒟醤）、山下義人（蒟醤）らがいる。後継者育成施設として、香川県漆芸研究所や高松工芸高校があり、多くの著名な漆芸家を輩出している。

## 特徴である技法

### 蒟醤
蒟醤とは漆を塗った地の面に剣と呼ばれる彫刻刀で文様を彫り、その彫り口に色漆を埋め、平らに研ぎ出す技法である。一種の漆の象嵌である。彫りには、線彫り、点彫りなどがあり、剣には丸剣、角剣などがある。漆の面を彫って象嵌する点で沈金と似るが、沈金が全ての文様を線彫りしたうえで、彫り口に金粉や金箔を真綿などで押し込むのに対して、蒟醤では色に応じて彫り分け、ヘラや筆などで色漆を平らに研ぎ出す点が異なる。

### 彫漆
彫漆とは器の表面に漆の層を何層も厚く塗り重ね、この漆の層を彫り出して、美しい模様を作り出す技法の総称である。発祥は中国で唐の時代からあったと言われる。単色を塗り重ねて濃淡を出す技法と、2色以上を塗り重ねて色彩豊かな模様を作り出す技法があるが、特に香川漆器では多色の重ね塗りにより大変色彩に富むものも作られてきた。厚く塗り重ねるために、時には漆を百回以上も塗りかさねることがあり、塗り重ねるためには下の層が乾くまで待たなければならないため、制作に大変時間がかかる。漆を塗り重ねるための長い時間と、わずか数ミリの漆の層から色を掘り出すための刀の一瞬の技法が組み合わさることによって立体感のある作品が生み出される難易度の高い技法である。

### 存清
存清は漆を塗った地の表面に色漆で文様を描き、色漆が乾いた後、その輪郭や細部を剣で線彫りする技法である。彫り口の凹部に何も入れない場合と、呂色や金彩などを施す場合がある。存清は、存星とも書くが、名称の由来ははっきりしていない。

## 脚註
1. ↑  『日本伝統工芸鑑賞の手引』日本工芸会、1987年